# Johnny Moore
Johnny "Dizzy" Moore (Kingston, Jamaica, 1938. október 5. – 2008. augusztus 16.) jamaicai ska és rocksteady trombitás, a The Skatalites és a The Soul Vendors zenekarok tagja, a Jamaica All Stars zenekar egyik alapítója.
Johnny a kingstoni Alpha Boys School-ban tanult és az iskolai zenekarban játszott.
1955-ben belépett egy katonai zenekarba. Count Ossie Rennock Lodge-i raszta közösségének is gyakori látogatója volt. Mások mellett Bunny Wailer-rel is játszottak közösen.